# Cenobi (biologia)

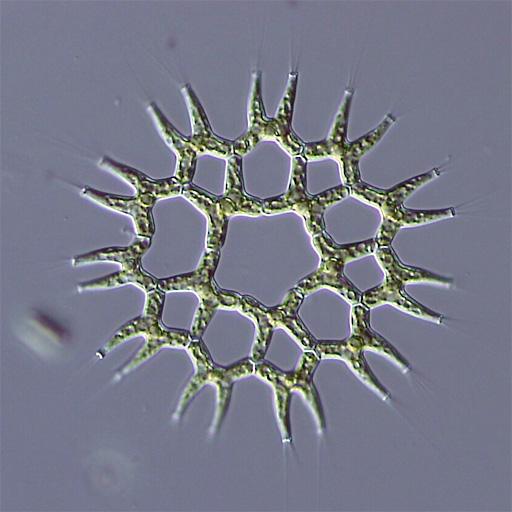
Pediastrum duplex

En biologia, un cenobi és una l'agrupació o colònia de cèl·lules d'origen comú i nombre fix, que es mantenen reunides formant un conjunt de forma típica en cada espècie. Les cèl·lules d'aquestes agrupacions presenten una petita o nul·la especialització, sovint són dins una matriu mucilaginosa i de vegades poden presentar motilitat. Els cenobis són típics de diversos grups d'algues, com ara: Volvox, Scenedesmus, Pediastrum o Hydrodictyon.